# Station Poznań Główny
Poznań Główny is het hoofdstation van de Poolse stad Poznań. Het ligt direct ten zuidwesten van de oude binnenstad.
Het oorspronkelijke station werd in 1879 geopend en heeft tot 2013 gefunctioneerd. In die periode onderging het verschillende verbouwingen en wijzigingen: voorafgaand aan de Nationale Tentoonstelling van 1929, na de luchtbombardementen in 1944 en 1945 en voor het laatst in de jaren zeventig. 
In 2013 werd het oude gebouw vervangen door huidige gebouw, dat ook een busstation en een winkelcentrum omvat. Het is ontworpen door het bureau van Renata Szymańska-Obidzińska.